# Hayley Moorwood
Hayley Rose Moorwood, nach Heirat Hayley Bowden, (* 13. Februar 1984 in Auckland) ist eine ehemalige neuseeländische Fußballspielerin.

## Karriere

### Vereine
Moorwood kam mit dem Fußballspielen das erste Mal im Jahr 2004 während ihrer Studienzeit in Berührung. An der Southwest Baptist University in Bolivar in der Metropolregion Springfield im Bundesstaat Missouri bestritt sie für das Sport-Team der Bildungseinrichtung, die Bearcats, 21 Meisterschaftsspiele, in denen sie sechs Tore erzielte.
Das zweite Studienjahr absolvierte sie 2005 an der Virginia Commonwealth University in Richmond im Bundesstaat Virginia. Für das Sport-Team der Bildungseinrichtung, die Rams, kam sie in 23 Meisterschaftsspielen in der Atlantic 10 Conference innerhalb der Division I der National Collegiate Athletic Association, zum Einsatz, in denen sie drei Tore erzielte.
Nach Neuseeland zurückgekehrt, spielte sie zunächst in New Lynn, einem Stadtbezirk von Waitakere City, für Lynn-Avon United AFC in der NRFL Championship. Nach Kanada gelangt, war sie in der Spielzeit 2009 Spielerin von Ottawa Fury, für den Verein sie in der zweitklassigen USL W-League in neun Punktspielen eingesetzt wurde. Mit ihrer Mannschaft schloss sie die Great Lakes Division innerhalb der Central Conference als Sieger ab; ihre Mannschaft gelangte schließlich bis ins Halbfinale.
Ein zweites Mal nach Neuseeland zurückgekehrt, spielte sie erneut in der NRFL Championship, diesmal für den in Howick ansässigen Fencibles United AFC. In der Spielzeit 2011 gehörte sie dem englischen Erstligisten FC Chelsea an, für den sie in der Zeit vom 13. April bis 28. August ein Tor in 13 von insgesamt 14 Punktspielen erzielte. In der Spielzeit 2012 war sie für den in Lincoln ansässigen Ligakonkurrenten Lincoln Ladies FC aktiv.

### Nationalmannschaft
Moorwood, dessen Nationalmannschaftskarriere 92 Länderspiele und zehn Tore aufweist, debütierte am 7. April 2003 im zweiten Endrundenspiel der Ozeanienmeisterschaft beim 15:0-Sieg über die Nationalmannschaft Samoas; bei ihrem Debüt gelang ihr ein Tor. Vier Jahre später bestritt sie alle drei Turnierspiele und gewann mit ihrer Mannschaft die Ozeanienmeisterschaft, wie auch im Jahr 2010, in dem sie alle fünf Spiele bestritt und drei Tore erzielte.
Des Weiteren nahm sie an zwei Weltmeisterschaften und an zwei olympischen Fußballturnieren teil. In den WM-Turnieren 2007 und 2011 bestritt sie jeweils alle drei Spiele der Gruppe D und B. Beide Male schied sie mit ihrer Mannschaft als Gruppenletzter aus dem Turnier aus. Das galt auch bei ihrer Teilnahme am olympischen Fußballturnier 2008. 2012 kam sie nach drei Gruppenspielen auch bei der 0:2-Viertelfinalniederlage gegen die US-amerikanische Nationalmannschaft zu ihrem vierten Turnierspiel.
Ihr 50. Länderspiel bestritt sie am 1. März 2010 in Larnaka im zweiten Spiel der Gruppe A beim 3:0-Sieg über die Nationalmannschaft Schottlands im Turnier um den Zypern-Cup. Ein Jahr später bestritt sie das erste und dritte Spiel der Gruppe B sowie das Spiel um Platz 7. Im Jahr 2012 wurde sie im zweiten und dritten Spiel der Gruppe C und im Spiel um Platz 7 eingesetzt. Im Jahr 2013 bestritt sie alle drei Spiele der Gruppe A sowie das Spiel um Platz 3 – unter dem Namen Bowden, wie sie seit dem Jahr 2013 durch Eheschließung heißt. Ihre letzten beiden Einsätze als Nationalspielerin hatte sie am 12. und 15. Januar 2015 in Belek in zwei Freundschafts-Begegnungen mit der Nationalmannschaft Dänemarks, die 1:1-Unentschieden und mit einem 3:2-Sieg endeten. Am 11. Mai 2015 gab sie das Ende ihrer Spielerkarriere bekannt, um sich ihrem Ehemann, dem Rugbyspieler Daniel Bowden, und dem gemeinsamen 16-Monate alten Nachwuchs zuzuwenden.

## Erfolge
- Zypern-Cup: Finalist 2010, Dritter 2013
- Ozeanienmeister: 2007 und 2010, Zweiter 2003

## Auszeichnung
Am Neujahrstag 2016 wurde Bowden für ihre Verdienste um den Fußball mit dem New Zealand Order of Merit ausgezeichnet zugleich in der Gliederung als Member aufgenommen.